# Intergalaktikus Bank Klán
Az Intergalaktikus Bank Klán egy szervezet a Csillagok háborúja univerzumban.
A Bank Klán óriási szerepet vállalt a Köztársaság szétbomlasztásában. A Klán székhelye Muunilinst, és az intelligenciájukról híres muun bankárok vezetik. Igen nagy befolyással bír, és mindössze pár bankárcsalád kezében van. A bürokratikus vezető, San Hill, aki leginkább Y. e. 21-ben vált híressé, mikor a köztársaságiak csapatait meggyengítette haderejével, mikor Obi-Wan Kenobi vezetésével be akarták vetni a bolygójukat. A céget egyébként a Szeparatista Konföderáció leglényegesebb és a legfontosabb vállalatai közé lehetne besorolni.